# Rio Pend Oreille
O rio Pend Oreille é um rio dos estados norte-americanos de Idaho (norte) e Washington (nordeste) e da província canadiana da Colúmbia Britânica (sul), afluente do rio Columbia. Tem cerca de 209 km de comprimento, embora o sistema fluvial conjunto formado pelo rio Pend Oreille, lago Pend Oreille e rio Clark Fork tenha 771 km, o que o situa entre os 50 mais longos rios dos Estados Unidos. No Canadá é conhecido pelo nome Pend-d'Oreille. Drena uma região das Montanhas Rochosas ao longo da fronteira Canadá-Estados Unidos, a leste do rio Columbia. O rio é frequentemente definido como o trecho de jusante ou baixo curso do rio Clark Fork, que nasce na parte ocidental do estado de Montana. Drena cerca de 66800 km2 sobretudo a bacia do Clark Fork e seus afluentes, incluindo uma parte do rio Flathead no sudeste da província da Colúmbia Britânica. 
Tem descarga média de 748 m³/s.
Historicamente, a região onde corre é o lugar tradicional da tribo Pend Oreille. Pelo curso alto do rio, o vale do rio Clark Fork, passou em 1806, na viagem de regresso da Expedição de Lewis e Clark, o grupo de Meriwether Lewis. O rio Clark Fork tem o seu nome em homenagem a William Clark, o outro líder da expedição. 